# Apospasta claudicans
Apospasta claudicans är en fjärilsart som beskrevs av Achille Guenée 1852. Apospasta claudicans ingår i släktet Apospasta och familjen nattflyn. Inga underarter finns listade i Catalogue of Life.